# Uránváros

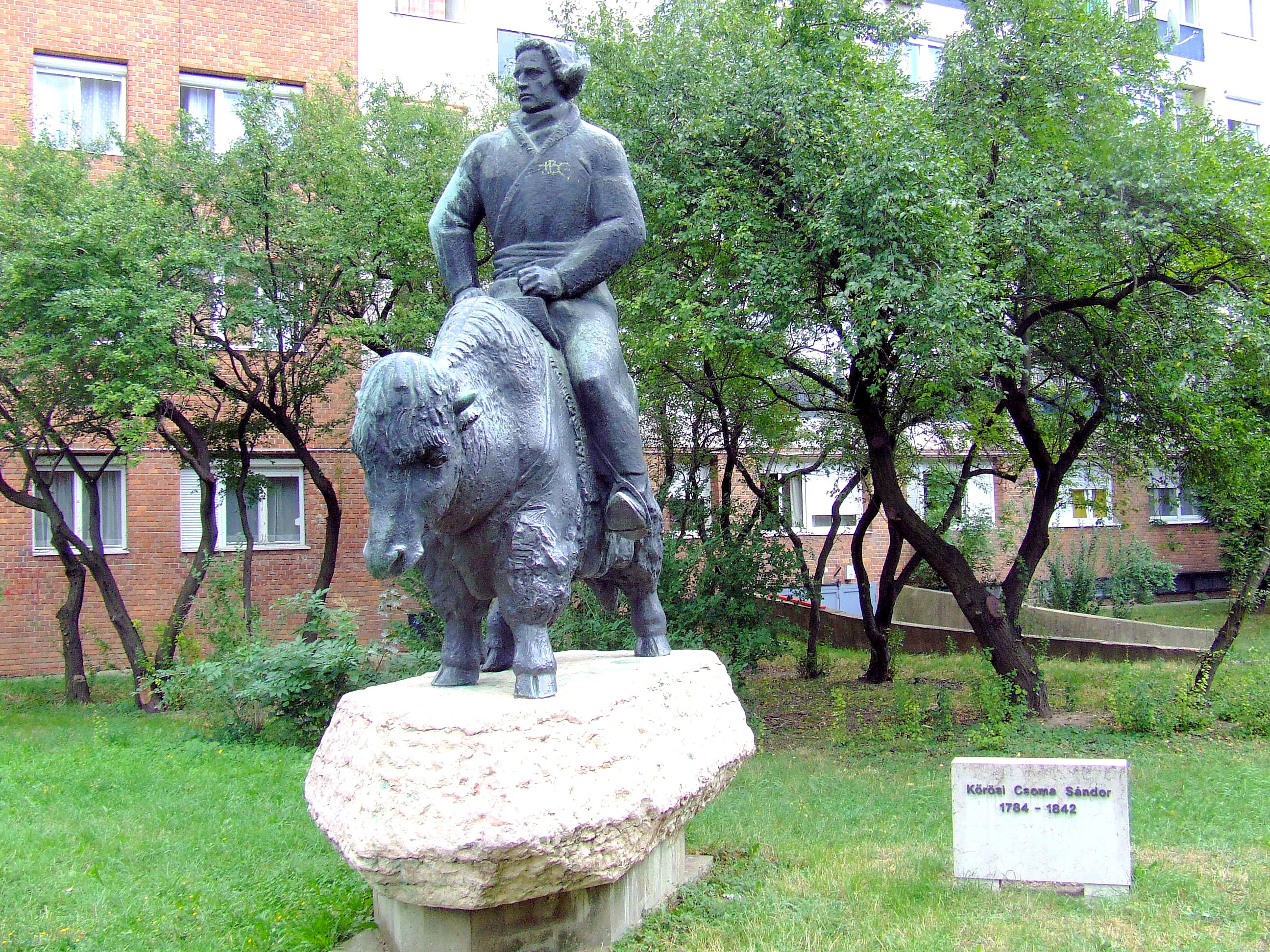
Antal Károly Kőrösi Csoma Sándort ábrázoló szobrát 1968-ban állították a mai Esztergár Lajos utca 9. mellé

Uránváros (a rendszerváltásig hivatalosan Újmecsekalja) Pécs egyik nyugati városrésze, ahol egy olyan lakóövezet található, amelyet az uránbányák megnyitása és üzemeltetése hívott életre. Uránváros Pécs második legnépesebb városrésze 25 000 fős lakosságával. A városrészt érinti a 6-os főút, amelyből itt indul északi irányban, Abaliget felé a 6604-es út.
A terület három középiskolával, két színházzal, labdarúgó stadionnal (PMFC), jégpályával, egy modern teniszkomplexummal büszkélkedik. A Pécs2010 Kulturális Főváros projekt fejlesztési munkálatai során megújították a Szilárd Leó parkot és a városrész központját. A parkba pavilon, sportpálya, szabad vízfelületű szökőkút és modern játszótér is került. Továbbá ebben a városrészben található a város helyi tömegközlekedését ellátó Tüke Busz Zrt. autóbusz-állomása.
Uránváros 2009-ben Pécs legbiztonságosabb városrésze volt az elkövetett bűncselekmények száma alapján.

## Története

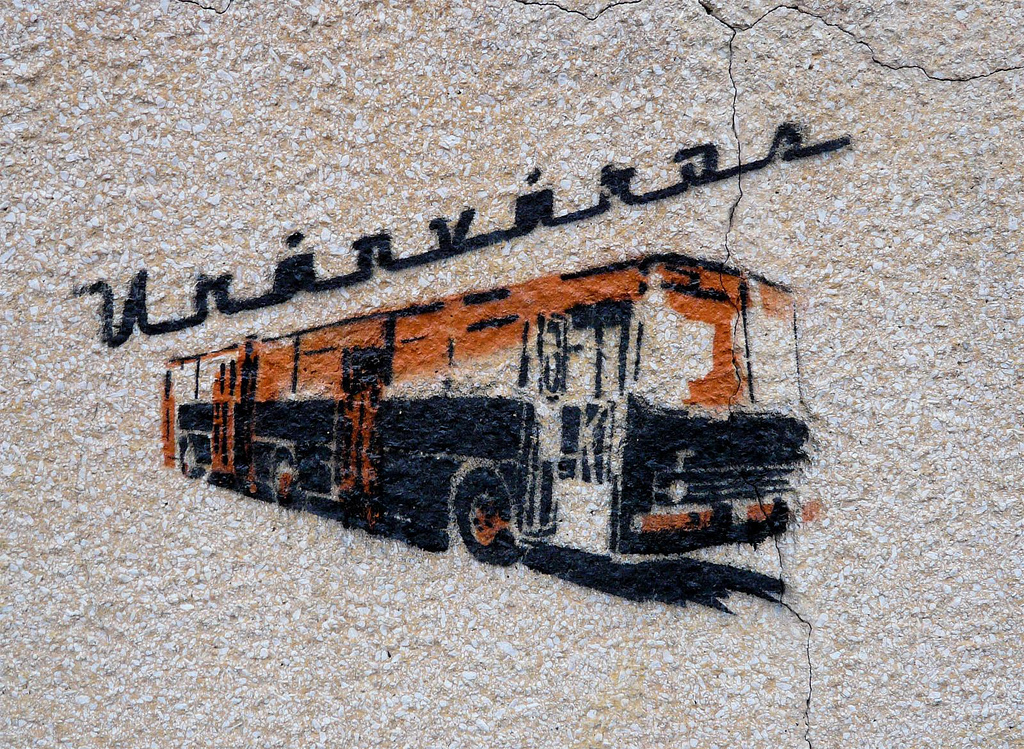
Uránvárosi utcai művészet

A mély fekvésű sík terület a Szigeti külváros legelője volt, illetve egy részét katonai gyakorlótérként használták. Az első világháború utáni időktől repülőtér céljait szolgálta ez a terület, az 1956-os áttelepítésig itt volt Pécs repülőtere.
Az elsősorban az uránbánya dolgozói számára készülő – akkor Újmecsekalja néven említett – új lakótelep tervezését 1955-ben kezdték el. Tervezője Dénesi Ödön, Ybl-díjas építész volt. Az első lakóépületet 1956. október 23-án adták át. Ez az egykori lőtér és a repülőtér között épült ház jelenleg is áll a Hajnóczy utca 5. szám alatt, falán 2016 decemberében emléktáblát is avattak. A mai Hajnóczy utca postacíme ez volt: Pécs-Reptér „K” jelű utcasor.
A Pécsi Házgyár 1963-ban kezdte meg a termelést. Az övezet fiatalabb része már az akkoriban újnak számító nagyszerkezetes vasbeton elemekkel működő technológiák felhasználásával épült. Elsősorban a gyárvárosi szénmosó salakhegyének anyagát dolgozta fel. (Az Üszögi út mentén magasodott mesterséges domb nevét a hajdani házgyár kapujához vezető Salakhegy utca őrzi.) A később Uránvárosra átkeresztelt városrészben 1974 végéig 7350 lakás épült fel, és ma is több tízezer embernek biztosít otthont.
A háztömbök között kisebb zöldterületek, ligetek és játszóterek találhatók, de két nagyobb park is van, az egyik a Szilárd Leó park, a másik a Péchy Blanka téren.

## Kultúra

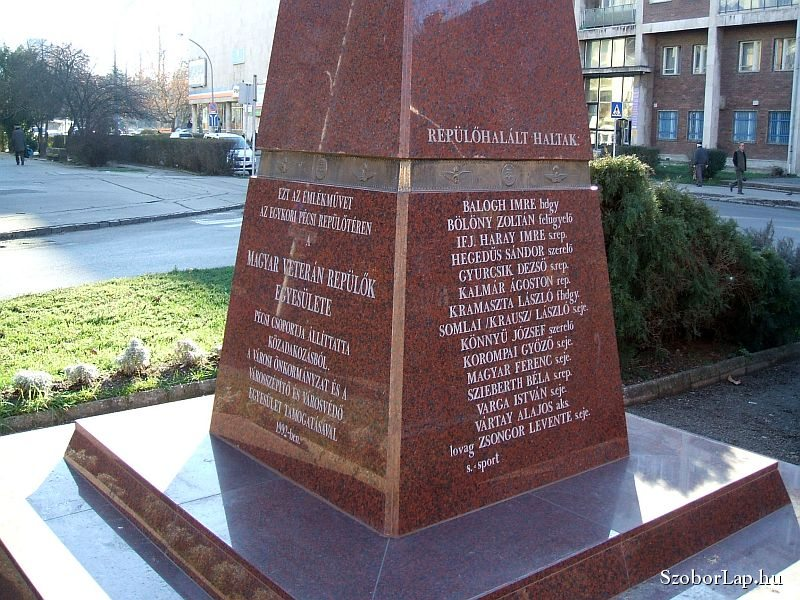
A Magyar Veterán Repülők Szövetségének Pécsi Csoportja a második világháborúban hősi halált halt magyar pilóták emlékére állította ezt a szobrot még 1992-ben. Az emlékmű érdekessége, hogy talapzata a hajdani pécsi repülőtér kifutóján kapott helyet

Az Uránvárosban működő intézmények közül kulturális szempontból jelentős a Pécsi Harmadik Színház, mely avantgárd előadásaival színesíti a pécsi kulturális életet. Korábban itt működött a Janus Egyetemi Színház, ami a Zsolnay Kulturális Negyed átadásakor 2011-ben ott kapott végleges helyet.
A Pécsi Ifjúsági Központ által működtetett Szivárvány Gyermekház színházi előadásokkal, kiállításokkal és egyéb foglalkozásokkal várja a fiatalokat.
Uránváros közterein számtalan szoborral találkozhatunk, melyek közül a legfontosabbak Antal Károly
Kőrösi Csoma Sándor-szobra, Pál Mihály antikvitást idéző, mitológiai figurákra emlékeztető mészkőműve az Olympia ház falán, a 17 emeletes ház szomszédságában található Issei Amemiya japán művész Párbeszéd című alkotása. Említésre méltó még az a néhány relief, rézdomborítás és kerámiaalkotás, melyeket a két-három szintes uránvárosi épületek kapubejárói fölé helyeztek. Ezek közül ma már viszonylag kevés található meg épségben.

## Olympia kulturális központ
Korábban két étterem és egy bár működött az épületben, melyeket sokan látogattak. Egyrészt az olcsó és jó étkezés valamint az étteremben az esti órákban játszott kellemes zene miatt mindig nagy élet volt ott. Jelenleg két vendéglátóegység működik az Olympiában. Nyugati oldalán a CLUB II, keleti oldalán pedig a KOCKAszinó. Amikor a Filmszemlét még Pécsett rendezték, rendezvényeket is szerveztek ide, ismert magyar színészekkel. A város egyik kulturális központja volt, ahová Pécs belvárosából is jártak ide szórakozni.
Az Olympia ma a pécsi könnyűzenei élet fontos színtere. A ház alagsorában közel húsz terem található, melyekben több, mint harminc zenekar próbál.

## Sport

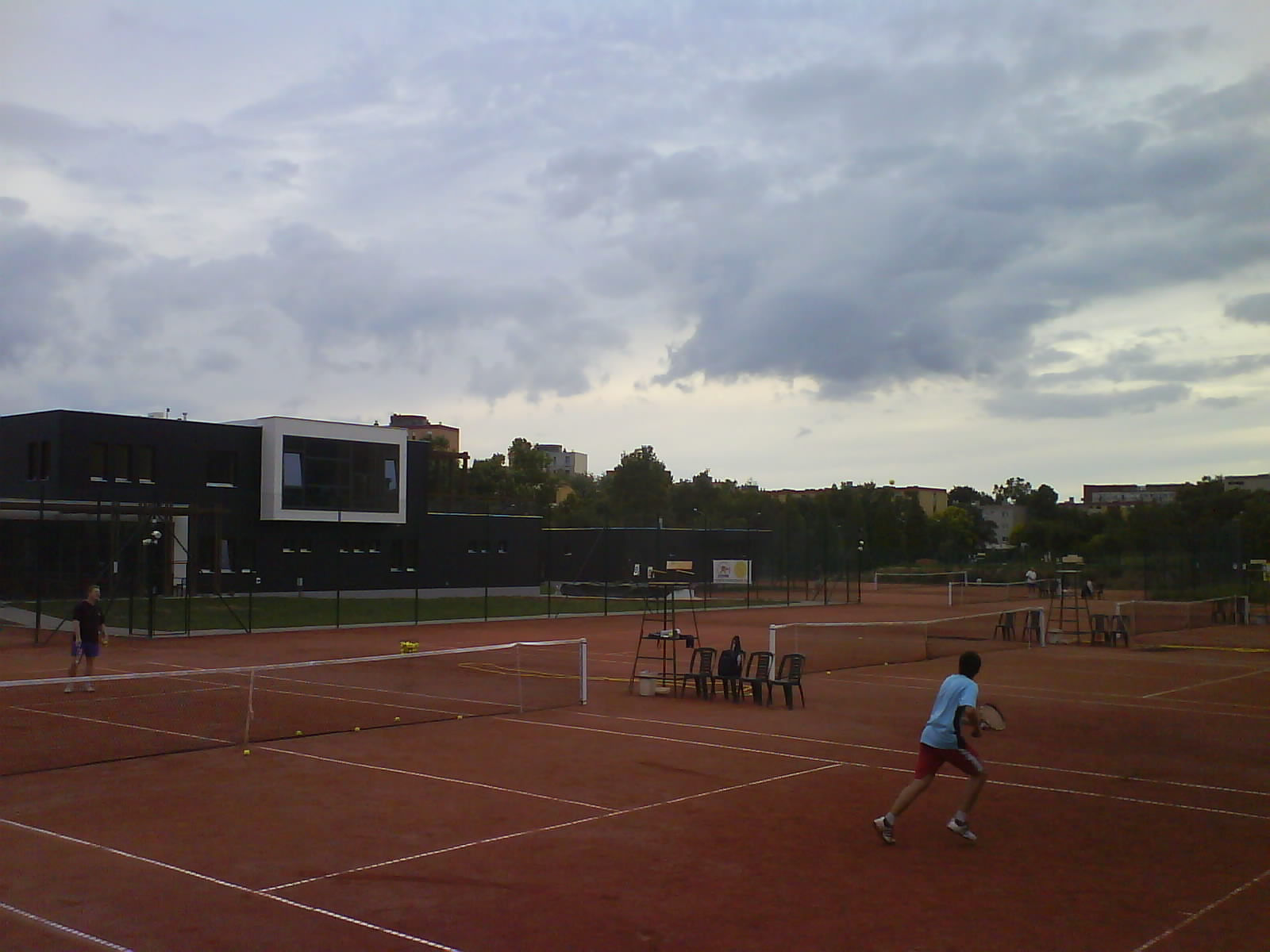
Modern teniszközpontot adtak át Uránvárosban 2009 közepén

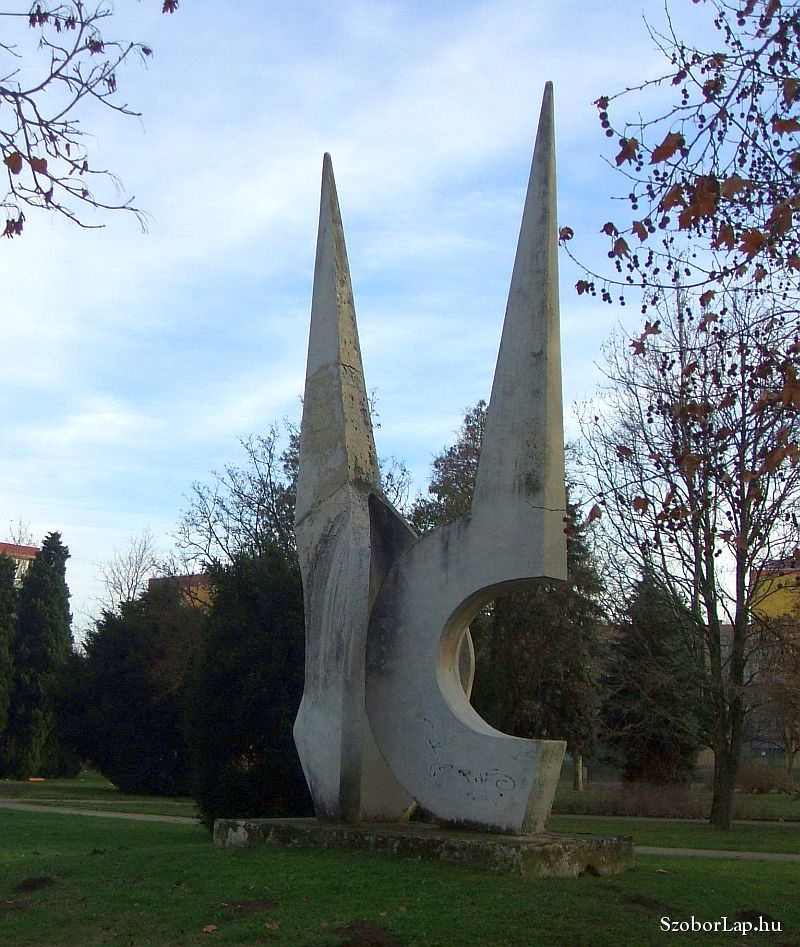
A Szilárd Leó parkban álló betonból készült alkotás

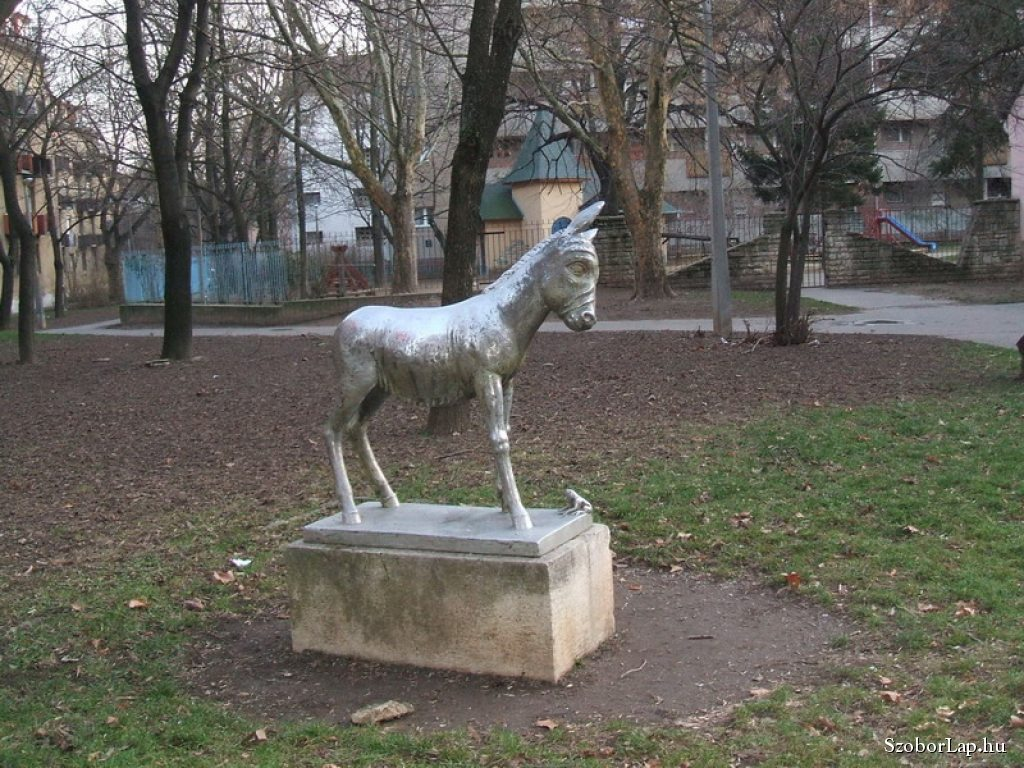
Halmágyi István Csacsi békával elnevezésű szobra.

Az uránvárosi sportélet egyik legfontosabb színhelye a PMFC stadion. Az Uránvárosban működő Testnevelési Általános Iskolából (népszerű nevén a Tásiból), kerül ki a pécsi élsportolók többsége, itt történik az utánpótlás-nevelés.
A Péchy Blanka téren ultramodern tenisz komplexum épült. A PVTC (Pécsi Városi Tenisz Club) uránvárosi központja, melyben tíz szabadtéri és négy fedett pályája épült, 2009 májusában került átadásra. A teniszpályákkal szomszédos területen még 1981-ben adták át a Városi Műjégpályát, ahol a téli időszakban korcsolyázni lehet.
A fitnesz és a testépítés szerelmesei a volt Mecsek Áruház épületének legfelső szintjén vagy az Olympia üzletházban található centrumok közül választhatnak. Az előbbiben tartják a Pécsi Tudományegyetem szervezésében működő Táncoló Egyetem egynémely foglalkozását is.

## Utcanevekről
Zömmel itt találhatók a tudósokról, műszaki alkotókról és alkotásokról elnevezett, vagy a természettudományból merített utcanevek: Jedlik Ányos utca (emléktábla az 5-ös szám alatt), Bánki Donát út (emléktáblával jelölve),   Zipernowsky Károly (rendszerváltást követő utca-átnevezésekig Karikás Frigyes) utca, Pollack Mihály utca, Kőrösi Csoma Sándor utca

## Fejlesztési pályázatok
Pécs Megyei Jogú Város Önkormányzata 2007 augusztusában tervpályázatot hirdetett „Pécs-Uránváros főterének és kapcsolódó közterületeinek tervezése” címmel az „Európa kulturális fővárosa-Pécs2010” program jegyében. A fejlesztési terület magában foglalja Uránvárosi városrész központját, az Uránbányász teret, az Ybl Miklós utcát és a Szilárd Leó parkot.
Az építészeti tervpályázat eredményét 2007 novemberében hirdették ki, a nyertes terveket a Lépték-terv Tájépítész Iroda és a Közlekedés Kft. Konzorciuma készítette el. Az útra vonatkozó építési engedély október 21-én került kiadásra, míg a beruházás építési engedélye szeptember 29-én emelkedett jogerőre.
Az elkészült Szilárd Leó parkot és az Uránbányász teret hivatalos keretek között 2009. november 13-án adták át.
Decsi István, pécsi alpolgármester a 2016 decemberében átadott Dénesi Ödön emléktábla átadásakor elmondta, hogy a városrészben tervezik iskolák felújítását, kerékpárút létrehozását és az uránvárosi piac környékének átalakítását. A beruházások értékét milliárdos nagyságrendűnek nevezte.

## Idézetek Uránvárosról
- Cseh Tamás Hová megy ma éjjel az Uránváros? című szerzeménye az uránvárosi hétköznapokról, elsősorban a hajdani bányászok fizetés utáni rövid, ám boldog pillanatairól szól.[21] A Pécsi Nemzeti Színház 1976. március 27-én mutatta be László Lajos „Uránbányászok” című drámáját, Paál István rendezésében, amelyhez Bereményi Géza és Cseh Tamás írt dalokat. A máig kiadatlan dal, Cseh Tamás előadásában, a művész hivatalos honlapján meghallgatható.[22]
- Több jelenet is játszódik Uránvárosban A Csontváry-kód, avagy nem esik messze a macska a fájától[23] című szatirikus-misztikus krimiben, hiszen a főhős itt lakik egy négyemeletesben. A történet szerint Csontváry pécsi kiállítását olyanok is látogatják, akik nemcsak a művészetében szeretnének gyönyörködni. Néhány ellopott kép rejtekhelye egy uránvárosi, földszinti lakás.

## Videók régi Uránvárosról
- Uránváros, I. rész (1960-as évek)
- Uránváros, II. rész (1960-as évek)
- Uránváros, II. rész (1970-as évek, színes)

## Lásd még

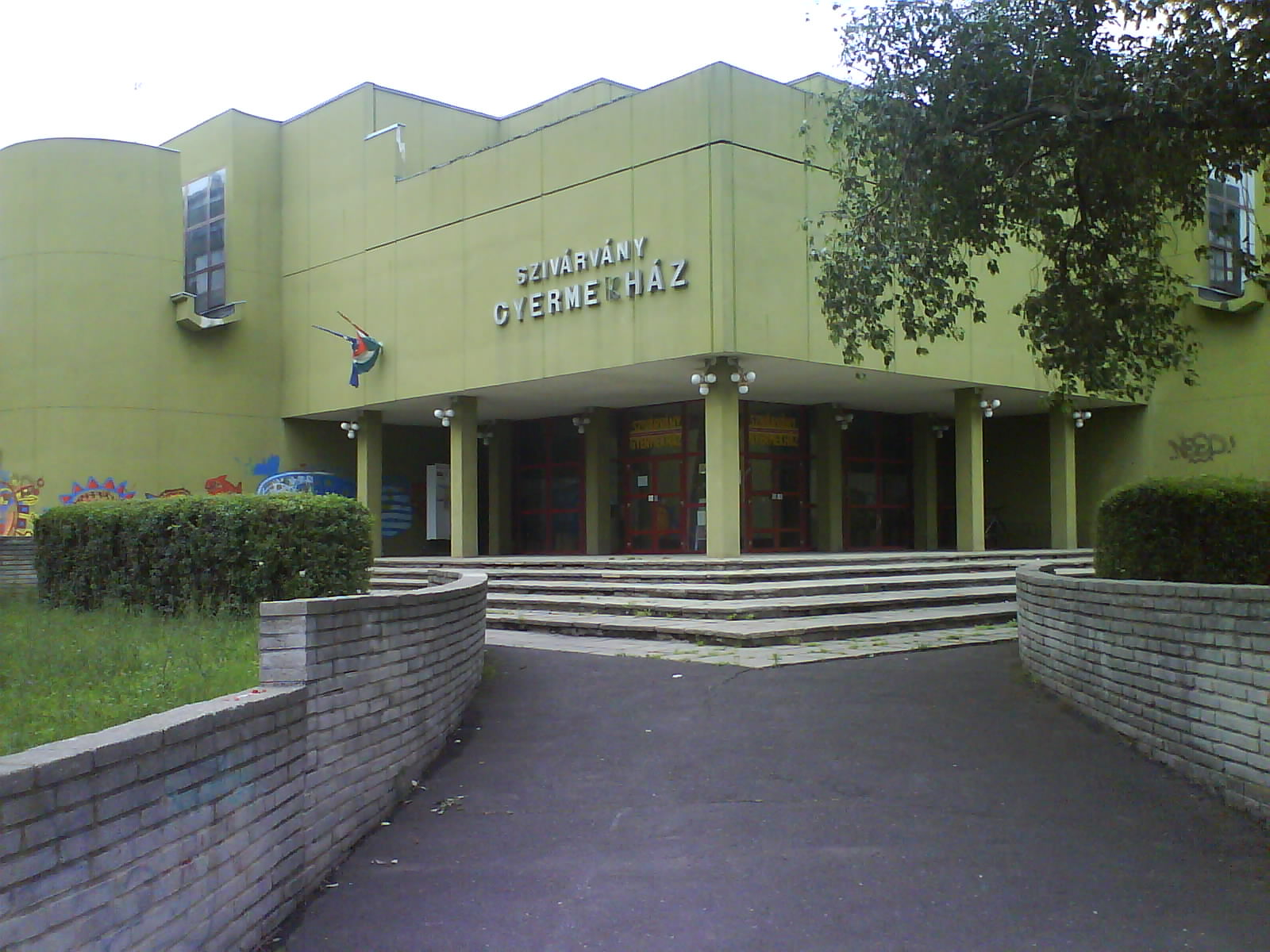
A Szivárvány gyermekház épülete

- Babits Mihály Gyakorló Gimnázium
- Európa kulturális fővárosa
- Janus Egyetemi Színház
- Pécsi Harmadik Színház
- Pécsi Mecsek FC
- Szivárvány gyermekház
- Uránércbányászat Magyarországon

## Érdekesség
Kanadában létezik egy Uranium City (Uránváros) nevű város, amelyet természetesen szintén egy uránbánya hívott életre.